# The Dells

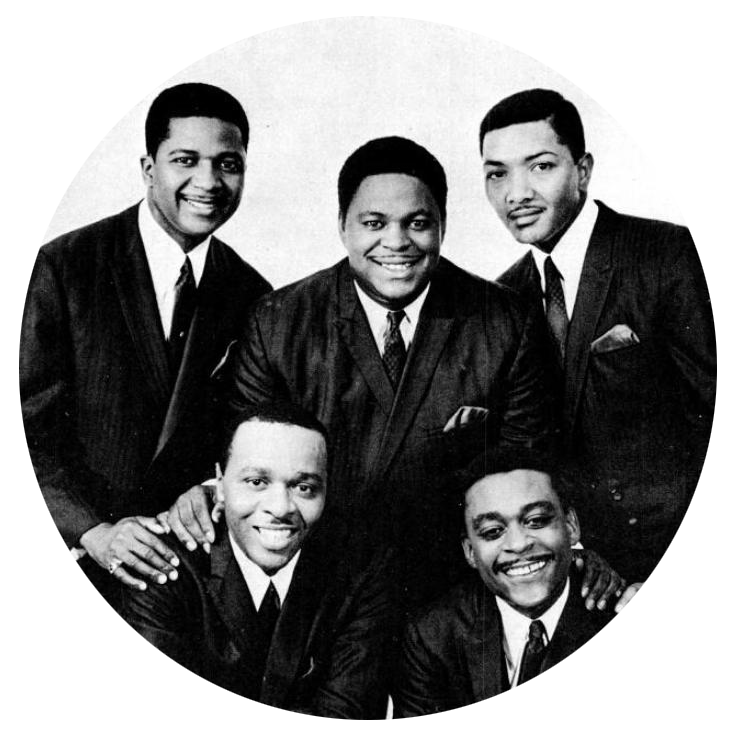
The Dells en 1967.

The Dells est un groupe de rhythm and blues américain.
Formé au lycée en 1952 par les membres fondateurs Marvin Junior, Verne Allison, Johnny Funches, Chuck Barksdale, Mickey et Lucius McGill, sous le nom des El-Rays, ils réalisent leur premier enregistrement en 1954 et, deux ans plus tard, le titre Oh, What a Night (1956, nouvelle version en 1969).
Après une dissolution du groupe en 1958, il se réforme en 1960 et Funches est remplacé par Johnny Carter (en), membres fondateurs de The Flamingos. Cette formation reste ensemble jusqu'à la mort de Carter en 2009.
The Dells sont intronisés au Rock and Roll Hall of Fame depuis 2004.